# Erebia mopsos
Erebia mopsos är en fjärilsart som beskrevs av Otto Staudinger 1886. Erebia mopsos ingår i släktet Erebia och familjen praktfjärilar. Inga underarter finns listade i Catalogue of Life.